# Тюхтет (приток Чулыма)
Тюхтет — река в Красноярском крае России. Левый приток Чулыма (приток Оби). Протекает по территории Бирилюсского района.
Длина реки 56 км. Площадь водосбора — 547 км².

## Данные водного реестра
По данным государственного водного реестра России относится к Верхнеобскому бассейновому округу, водохозяйственный участок реки — Чулым от города Ачинска до водомерного поста в селе Зырянском, речной подбассейн реки — Чулым. Речной бассейн реки — (Верхняя) Обь до впадения Иртыша. Код водного объекта в государственном водном реестре — 13010400212115200016398.